# Phaeoblemma dares
Phaeoblemma dares là một loài bướm đêm trong họ Noctuidae.